# Stanisław Konarski (kasztelan chełmski)
Stanisław Konarski herbu Ossoria odmienna (ur. ok. 1695, zm. ok. 1778) – kasztelan chełmski ok. 1724, senator I RP.
Był synem Stanisława Konarskiego – kasztelana kowalskiego w 1680.
Miał córki: Helenę, której mężem był Dąbrowski – kasztelan  brzeski i kujawski; Teresę, której mężem był Trzciński oraz Annę, której mężem był Trzciński – kasztelan.